# Georg Nowka
Georg Nowka (Kiel, 7 de novembro de 1910 — Hamburgo, 29 de setembro de 1997) foi um velejador alemão, medalhista olímpico. Ele competiu nos Jogos Olímpicos de Verão de 1952 na classe Dragon e conquistou a medalha de bronze, ao lado de Theodor Thomsen e Erich Natusch.
Após a Segunda Guerra Mundial, Georg Nowka formou a tripulação do marinheiro de regata de Kiel Theodor Thomsen junto com Erich Natusch. Juntamente com seu parceiro Natusch, ele foi premiado com a Silver Laurel Leaf em 27 de outubro de 1952.